# Apocephalus fernandezi
Apocephalus fernandezi är en tvåvingeart som beskrevs av Brown 2002. Apocephalus fernandezi ingår i släktet Apocephalus och familjen puckelflugor.
Artens utbredningsområde är Colombia. Inga underarter finns listade i Catalogue of Life.